# Landkreis Karlsruhe

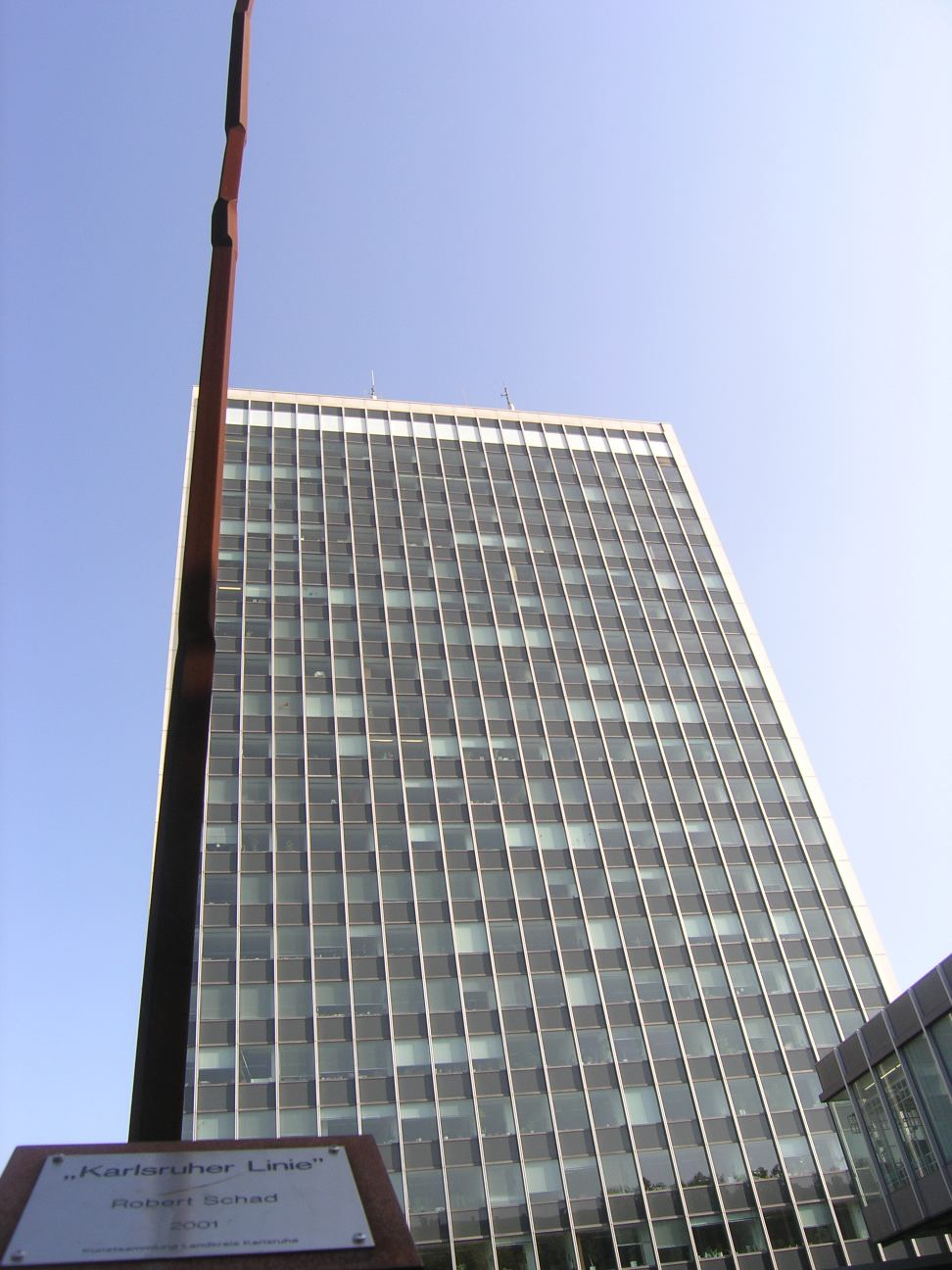
Landratsamt Karlsruhe

Landkreis Karlsruhe is een Landkreis in de Duitse deelstaat Baden-Württemberg. Op 31 december 2020 telde de Landkreis 446.852 inwoners op een oppervlakte van 1.084,98 km². Het bestuur zetelt in de stad Karlsruhe, die als Stadtkreis zelf geen deel uitmaakt van de Landkreis.

## Steden en gemeenten
De volgende steden en gemeenten liggen in de Landkreis:
| Steden | Gemeenten |
| --- | --- |
| 1. Bretten 2. Bruchsal 3. Ettlingen 4. Kraichtal 5. Östringen 6. Philippsburg 7. Rheinstetten 8. Stutensee 9. Waghäusel | 1. Bad Schönborn 2. Dettenheim 3. Eggenstein-Leopoldshafen 4. Forst 5. Gondelsheim 6. Graben-Neudorf 7. Hambrücken 8. Karlsbad 9. Karlsdorf-Neuthard 10. Kronau 11. Kürnbach 12. Linkenheim-Hochstetten 13. Malsch 14. Marxzell 15. Oberderdingen 16. Oberhausen-Rheinhausen 17. Pfinztal 18. Sulzfeld 19. Ubstadt-Weiher 20. Waldbronn 21. Walzbachtal 22. Weingarten (Baden) 23. Zaisenhausen |

### Samenwerkingsverbanden
De samenwerkingsverbanden in de Landkreis hebben 2 verschillende namen, namelijk:
- Vereinbarte Verwaltungsgemeinschaften
- Gemeindeverwaltungsverbände

De lichtere van die twee is de Vereinbarte Verwaltungsgemeinschaft. Bij deze vorm van samenwerking worden de minimale wettelijke taken toebedeeld aan de 'vervullende gemeente'. De term 'vervullende gemeente' wil zeggen de gemeente die de wettelijke taken uitvoert voor het samenwerkingsverband.

 De Verwaltungsgemeinschaften zijn:
- Bad Schönborn (Bad Schönborn, Kronau)
- Bretten (Bretten, Gondelsheim)
- Bruchsal (Bruchsal, Forst, Hambrücken, Karlsdorf-Neuthard)
- Graben-Neudorf (Dettenheim, Graben-Neudorf)
- Oberderdingen (Kürnbach, Oberderdingen)
- Sulzfeld (Sulzfeld, Zaisenhausen)

 Het Gemeindeverwaltungsverband is:
- Philippsburg (Oberhausen-Rheinhausen, Philippsburg)

Alb-Donau-Kreis · Baden-Baden · Biberach · Bodenseekreis · Böblingen · Breisgau-Hochschwarzwald · Calw · Emmendingen · Enzkreis · Esslingen · Freiburg im Breisgau · Freudenstadt · Göppingen · Heidelberg · Heidenheim · Heilbronn (stad) · Landkreis Heilbronn · Hohenlohe · Karlsruhe (stad) · Landkreis Karlsruhe · Konstanz · Lörrach · Ludwigsburg · Main-Tauber-Kreis  · Mannheim · Neckar-Odenwald-Kreis · Ortenaukreis · Ostalbkreis · Pforzheim · Rastatt · Ravensburg · Rems-Murr-Kreis · Reutlingen · Rhein-Neckar-Kreis · Rottweil · Schwäbisch Hall · Schwarzwald-Baar-Kreis · Sigmaringen · Stuttgart · Tübingen · Tuttlingen · Ulm · Waldshut · Zollernalbkreis
Bad Schönborn ·
Bretten ·
Bruchsal ·
Dettenheim ·
Eggenstein-Leopoldshafen ·
Ettlingen ·
Forst ·
Gondelsheim ·
Graben-Neudorf ·
Hambrücken ·
Karlsbad ·
Karlsdorf-Neuthard ·
Kraichtal ·
Kronau ·
Kürnbach ·
Linkenheim-Hochstetten ·
Malsch ·
Marxzell ·
Oberderdingen ·
Oberhausen-Rheinhausen ·
Östringen ·
Pfinztal ·
Philippsburg ·
Rheinstetten ·
Stutensee ·
Sulzfeld ·
Ubstadt-Weiher ·
Waghäusel ·
Waldbronn ·
Walzbachtal ·
Weingarten (Baden) ·
Zaisenhausen